# Стефан Воденичаров
Стефан Борисов Воденичаров е български машинен инженер, учен и академик на БАН, между 6 февруари 2013 и 13 март 2013 г. е министър на образованието, младежта и науката в първото правителство на Бойко Борисов .
Той е председател на Българската академия на науките, директор на Института по металознание, съоръжения и технологии „Академик Ангел Балевски“ при БАН в София.

## Научна биография

### Образование и научна кариера
Има висше образование за машинен инженер от Техническия университет в София (1968) със специалност „Технология на металите“. След защита на дисертация е удостоен с научна степен кандидат на техническите науки (днес: доктор) през 1974 г. и доктор на техническите науки през 1998 г. Става доцент през 1989 и професор през 1991 г. Избран е в БАН за член-кореспондент на 4 август 2004 и за академик на 11 октомври 2012 г.
От 1969 г. работи в Института по металознание при БАН. Бил е негов заместник-директор 4 мандата. Директор на института е от края на 2007 г. Избран е за председател на БАН с 4-годишен мандат на 3 декември 2012 г.

### Научна дейност
Основните направления на научната и научно-приложната му дейност са:
- механика на материалите и изследване процесите на създаване и развитие на пукнатини;
- управление на остатъчния ресурс на уникални промишлени съоръжения – корпуси на атомни реактори, каталитични реформинги, магистрални газо- и нефтопроводи, парогенератори и др.;
- импулсно деформиране;
- създаване на брони срещу кинетични и кумулативни боеприпаси, работещи на различни физически принципи;
- разработване на интелигентни управляеми инженерни боеприпаси за защита.

Автор е на повече от 70 патента и над 160 публикации. Ръководител е на 207 научни проекта и 21 научни разработки в областта на енергетиката и отбраната. Участва като експерт в национални и международни организации.

### Участие в редакционни колегии
- Journal of Materials Science and Technology – главен редактор[5];
- „Наука“ – главен редактор;
- Materials Science and Technology – Великобритания
- Strength of Materials – Украйна;
- Metallurgy and New Materials – Румъния;
- „Инженерни науки“

### Участие в международни или държавни експертни комисии и организации
Стефан Воденичаров е ко-директор на 2 работни срещи на НАТО за върхови научни изследвания. Той е председател на Организационния комитет и домакин на 9 международни конференции; представител на България в „Land group 9 – NATO“; оценител на III и IV Рамкови програми на ЕС; експерт на Международната Агенция за Атомна енергия. Член е на организационни и програмни комитети и ръководител на секции на 36 научни форума в чужбина и България. Участвал в редица експертни органи в България, като Комисията за ядрена безопасност към Агенцията за ядрено регулиране, Съвета за образование и наука към Президента на Република България; Междуведомствения съвет по въпросите на военно промишления комплекс и мобилизационната готовност на страната към Министерски съвет и др.

### Членство в професионални организации
- ASM – American Society of Metallurgy;
- AIAA – American Institute of Aeronautics and Astronautics;
- ACS – American Chemical Society;
- ASTM – American Society for Testing of Materials;
- ASD – Aerospace and Defence Industries Association ofEurope.

## Политическа дейност
През 2008 г. е избран за председател на Съвет по икономическа политика към Българската стопанска камара . Стефан Воденичаров оглавява и дава името си на инициативния комитет на левицата за изграждане на АЕЦ, който събира подписите, представени в НС, за провеждане на референдума на 27 януари 2013 г.
След като на 28 януари 2013 г. Сергей Игнатов подава оставка като министър на образованието, младежта и науката, Стефан Воденичаров е предложен за министър. На 6 февруари 2013 г. полага клетва в Народното събрание като министър на образованието, младежта и науката. Заявява, че няма да напусне БАН като неин председател, въпреки това, а ще бъде в неплатен отпуск . Според министъра на финансите Симеон Дянков, акад. Воденичаров ще води добре Фонд „Научни изследвания“, въпреки скандалите покрай некоректно усвояваните пари от фонда в института на акад. Воденичаров (вж по-долу скандали) . На 10.11.2015 Инициативен комитет издига кандидатурата му за президент  Впоследствие тя отпада. В края на януари 2017 се пуска слух, че Ст. Воденичаров е един от най-вероятните кандидати за служебен премиер. До последно това изглежда вероятно, но накрая президентът Радев назначава проф. Огнян Герджиков. На 21 януари 2020 г. той и още група учени общественици, сред които акад. проф. Георги Марков създават национално сдружение „Единение“

### Възгледи
Акад. Воденичаров се застъпва за развитие на българо-руските отношения в науката, в началото на своето председателстване на БАН, на 30 януари 2013 г. акад. Воденичаров се среща с посланика на Русия в България, като заявява, че ще работи за „бъдещо сътрудничество в областта на науката, иновациите и технологиите“.

## Скандали
По време на председателстването на акад. Воденичаров на БАН и оглавяването му на Института по металознание към него са прехвърлени 108 750 лв. от Фонд „Научни изследвания“. Според данните на финансовата инспекция парите са спечелени от института, но има нарушения на процедурата и те е трябвало да бъдат върнати. Проверката на ревизорите за работата на фонд „Научи изследвания“ през 2008 и 2009 г. показва още, че учените от института са харчили пари в нарушение на Закона за насърчаване на научните изследвания и Правилника за работата на фонда .
На 14 ноември 2015 г. в качеството си на председател на БАН дава орден на вселенския патрирах Вартоломей, в качеството му на защитник на околната среда, миротворец и радетел за единение между религиите. Визитата на вселенския патрирах идва, непосредствено след като е поканен от президента Плевневлиев, за да получи поредното почетно звание. Скоро след церемонията патриарх Вартоломей прави скандално изказване, че „България трябва да върне на Гърция, църковните ценности, заграбени от българските войни от храмовете по Беломорието, и които“ според неговите твърдения, „принадлежат на гърците“. Това изказване предизвиква силна обществена реакция и патриархът е изгонен. Реакцията срещу Вартоломей се отразява и на акад. Воденичаров, който към този момент е предложен от Инициативен комитет за евентуален бъдещ президент и рязко сваля шансовете му.

## Награди и отличия
Носител е на редица отличия, сред които:
- 30 юни 2014 г. – удостоен е с орден „Стара планина“ първа степен[21],
- почетен гражданин на София
- почетен знак „Марин Дринов“ за значителни заслуги към БАН,
- член на Македонската академия на науките и изкуствата (МАНИ);
- свидетелство за записване в Златната книга на изобретателите на Патентното ведомство (IСофия) за 2006 г
- звание „доктор хонорис кауза“ на Техническия университет във Варна,
- златен медал и грамота от Технически университет – София (2015)[5]
- почетна значка за заслуги, (на Министерството на икономиката), в качеството му на изобретател,
- плакет от министъра на отбраната за заслуги
- почетен медал на Министерство на отбраната „Свети Георги“ – I степен с мечове за заслуги към отбраната на Страната
- грамота от Министерство на отбраната за принос към отбраната на страната и във връзка с годишнина от създаването на Инженерни войски на Българската армия
- голяма награда на Българската стопанска камара за създаването на серия високотехнологични продукти, обезпечаващи националната сигурност[22]
- Кръст на Главен офицер на суверенния орден на Малта
- Командорски кръст на Ордена за заслуги към Р. Полша
- почетен знак за лидерски принос в духовността от Институт по теория и практика на лидерството „Стефан Стамболов“
- почетно звание „Следовник на народните будители“ от Съюза на народните читалища

## В кинематографията
На 18 май 2023 в БАН е излъчен документалния филм "Академик на духа" с режисьор Петко Горанов, посветен на Ст. Воденичаров